# Goéland de Cortez
Larus livens
Pour les articles homonymes, voir Cortez.
Espèce
Statut de conservation UICN

 LC  : Préoccupation mineure
Le Goéland de Cortez (Larus livens) est une espèce d'oiseaux de la famille des Laridae.
Il niche le long des côtes du golfe de Californie ; son aire d'hivernage s'étend au nord jusqu'à la Salton Sea.

## Description

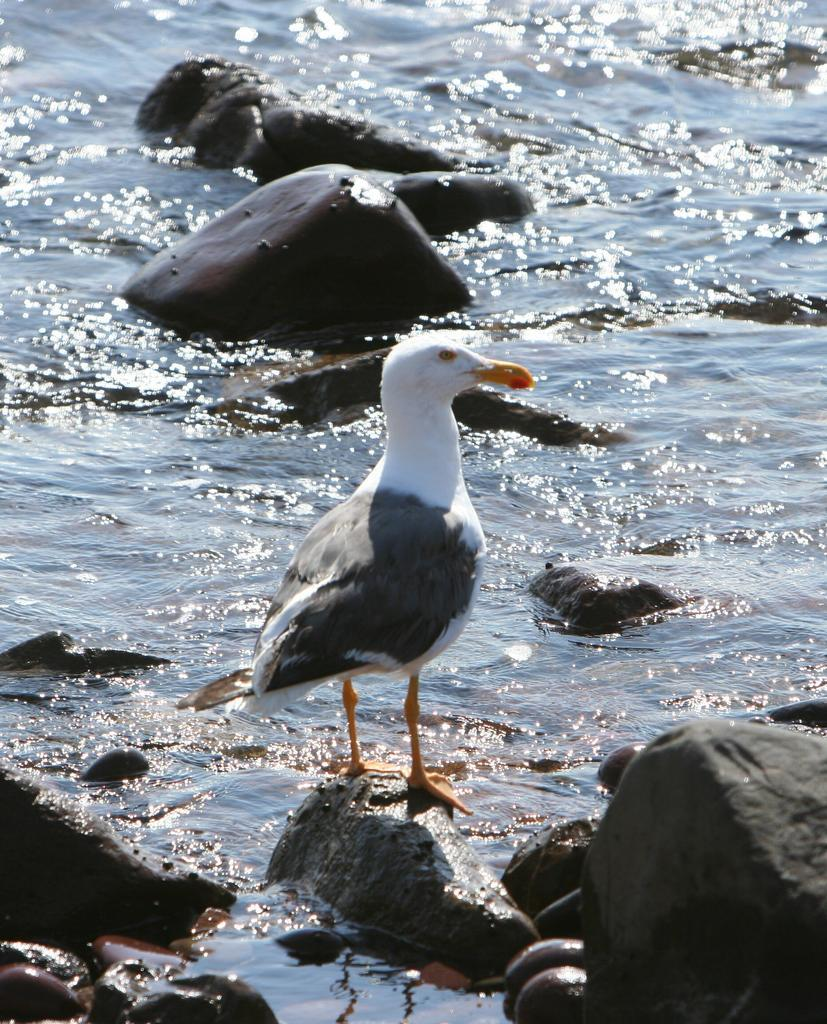
île San Esteban

Il ressemble au Goéland d'Audubon ; les pattes sont cependant jaunes, le bec légèrement plus grand, le cou légèrement plus long et l'iris pâle.